# Carbonización

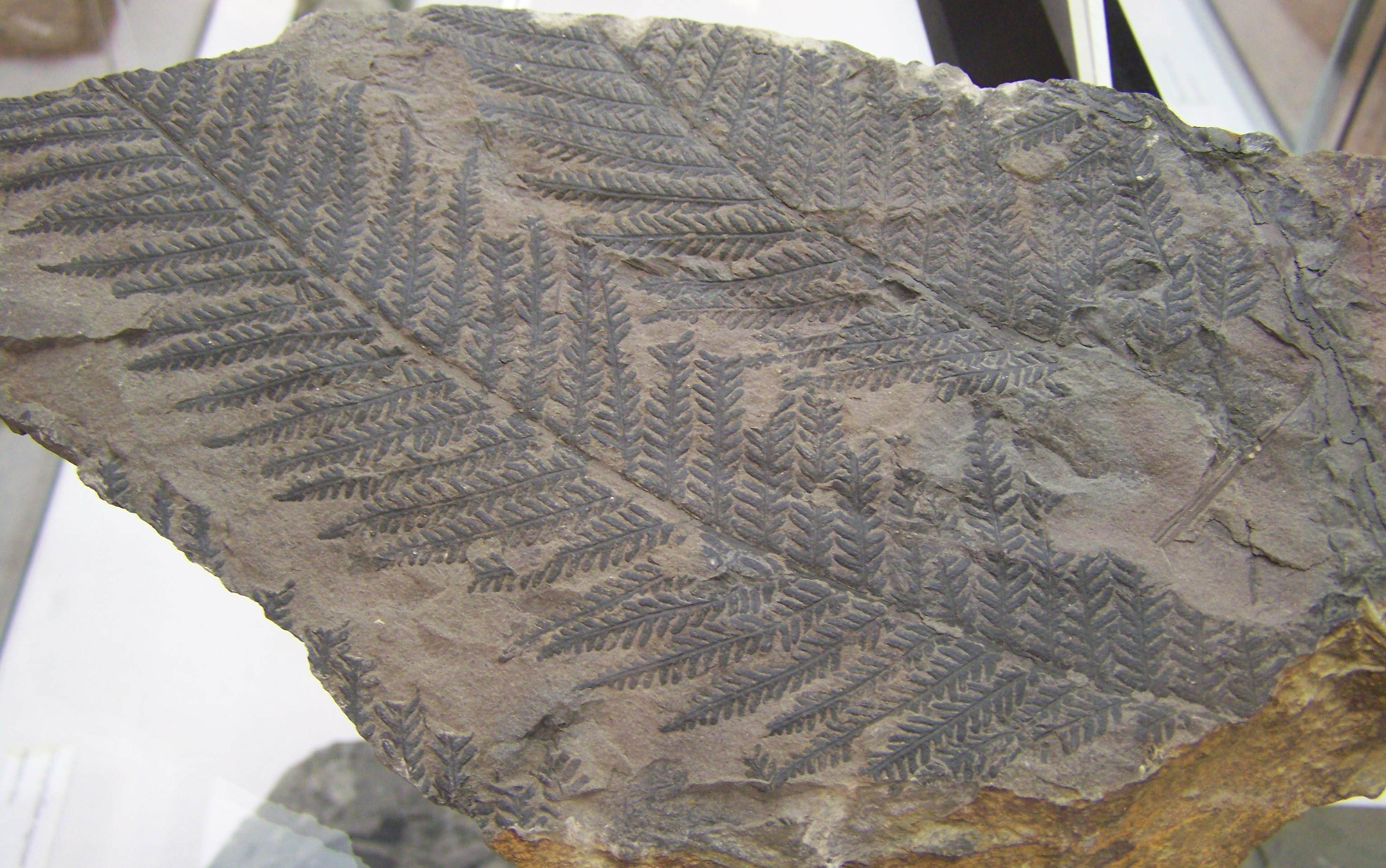
Fosilización por carbonificación: impresiones carbonosas de hojas de helecho (Senftenbergia plumosa, del Carbonífero Superior).

Carbonización o carbonificación es el término para la conversión de una sustancia orgánica en carbono o un residuo que contiene carbono mediante pirólisis o destilación destructiva, es el proceso en virtud del cual restos orgánicos acumulados en estratos de la corteza terrestre en épocas pasadas, van perdiendo hidrógeno, oxígeno y nitrógeno y aumentando su proporción de carbono. A menudo se utiliza en química orgánica con referencia a la generación de gas de hulla y alquitrán de hulla de carbón bruto. Los combustibles fósiles son generalmente los productos de la carbonización de la materia vegetal. El término carbonización se aplica también a la pirólisis del carbón para producir coque. La carbonización es también una etapa en el proceso de fabricación del carbón, y se considera el paso más importante de todos, ya que tiene tal poder para influir en todo el proceso desde el árbol en crecimiento hasta la distribución final de carbón vegetal a diversas fuentes.

## Complejidad en la carbonización

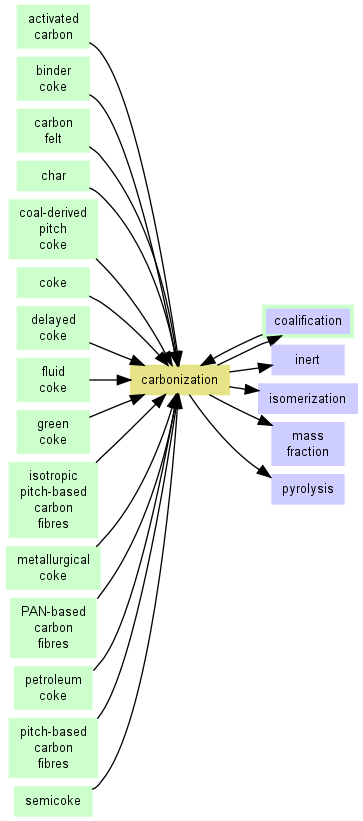
Una serie de procesos que implican la carbonización.

Puesto que la carbonización es una reacción pirolítica, se considera un proceso complejo en el que muchas reacciones tienen lugar simultáneamente, tales como deshidrogenación, condensación, transferencia de hidrógeno e isomerización.
La carbonización difiere de la coalificación en que se produce mucho más rápido, debido a que su velocidad de reacción es más rápida en muchos órdenes de magnitud.
Para la temperatura final de la pirólisis, la cantidad de calor aplicado controla el grado de carbonización y el contenido residual de elementos extraños. Por ejemplo, a T ~ 1200 K el contenido de carbono del residuo supera una fracción de masa de 90% en peso, mientras que a T ~ 1600 K se encuentra más de 99% en peso de carbono. La carbonización es a menudo exotérmica, lo que significa que en principio podría hacerse autosostenible y utilizarse como fuente de energía que no produce dióxido de carbono. (Ver.) En el caso de la glucosa, la reacción libera aproximadamente 237 calorías por gramo.
Cuando el biomaterial está expuesto a un calor abrasador repentino (como en el caso de una explosión de bomba atómica o flujo piroclástico de un volcán, por ejemplo), puede ser carbonizado muy rápidamente, convirtiéndolo en carbono sólido. En la destrucción de Herculano por un volcán, muchos objetos orgánicos como muebles fueron carbonizados por el calor intenso.

## Cómo se transforma la madera en carbón
La carbonización de la madera en un entorno industrial suele requerir una temperatura por encima de los 280 °C, lo que libera energía y por lo tanto se dice que esta reacción es exotérmica. Esta carbonización, que también puede ser vista como una ruptura espontánea de la madera, continúa hasta que sólo permanece el residuo carbonizado llamado carbón vegetal. A menos que se proporcione más calor externo, el proceso se detiene y la temperatura alcanza un máximo de aproximadamente 400 °C. Este carbón, sin embargo, todavía contendrá cantidades apreciables de residuo de alquitrán, junto con las cenizas de la madera original.

## Seguridad industrial en la carbonización
La carbonización produce sustancias que pueden resultar perjudiciales y deben tomarse simples precauciones para reducir los riesgos.
El gas producido por carbonización tiene un alto contenido de monóxido de carbono que es venenoso cuando se respira. Por lo tanto, cuando se trabaja alrededor del horno o pozo durante el funcionamiento y cuando el horno se abre para la descarga, se debe tener cuidado de que se proporcione una ventilación adecuada para permitir que el monóxido de carbono, que también se produce durante la descarga por encendido espontáneo del combustible caliente. Estar dispersos.
Los alquitranes y el humo producido por la carbonización, aunque no directamente venenosos, pueden tener efectos perjudiciales a largo plazo en el sistema respiratorio. Las áreas de la vivienda deberían situarse, cuando sea posible, de modo que los vientos predominantes expulsen el humo de las operaciones de carbón y que las baterías de los hornos no se ubiquen cerca de las áreas de la vivienda.
Los alquitranes y el ácido pirolenoso pueden ser irritantes para la piel y se debe tener cuidado para evitar el contacto prolongado con la piel, proporcionando ropa protectora y adoptando procedimientos de trabajo que minimizan la exposición.
Los alquitranes y los licores pirógenos también pueden contaminar seriamente los arroyos y afectar el suministro de agua potable para los seres humanos y los animales. Los peces también pueden verse afectados negativamente. Los efluentes líquidos y las aguas residuales de las operaciones de carbón vegetal de mediana y gran escala deberían quedar atrapados en grandes estanques de sedimentación y dejarse evaporar para que esta agua no pase al sistema de drenaje local y contamine las corrientes. Afortunadamente, los hornos y pozos, a diferencia de las retortas y otros sistemas sofisticados, normalmente no producen efluentes líquidos - los subproductos se dispersan en su mayor parte en el aire como vapores. Las precauciones contra la contaminación atmosférica del medio ambiente son de mayor importancia en este caso.

## Carbonización y biodiésel
En un estudio, la carbonización se utilizó para crear un nuevo catalizador para la generación de biodiésel a partir de etanol y ácidos grasos. El catalizador se creó por carbonización de azúcares simples tales como glucosa y sacarosa. Los azúcares se procesaron durante 15 horas a 400 °C bajo un flujo de nitrógeno hasta un residuo de carbono negro que consistía en una mezcla compleja de láminas de carbono aromático policíclico. Este material se trató entonces con ácido sulfúrico, que funcionalizó las láminas con sitios catalíticos de sulfonita, carboxilo e hidroxilo.

## Carbonización industrial
La fase de la carbonización puede ser decisiva en la fabricación de carbón vegetal, si bien no se trata de la más costosa. A menos que se complete lo más eficientemente posible, puede crear un riesgo para la operación global de la producción de carbón, puesto que los bajos rendimientos en la carbonización repercuten a lo largo de toda la cadena de producción, en la forma de mayores costos y desperdicios de los recursos.